# Mangalyaan 2

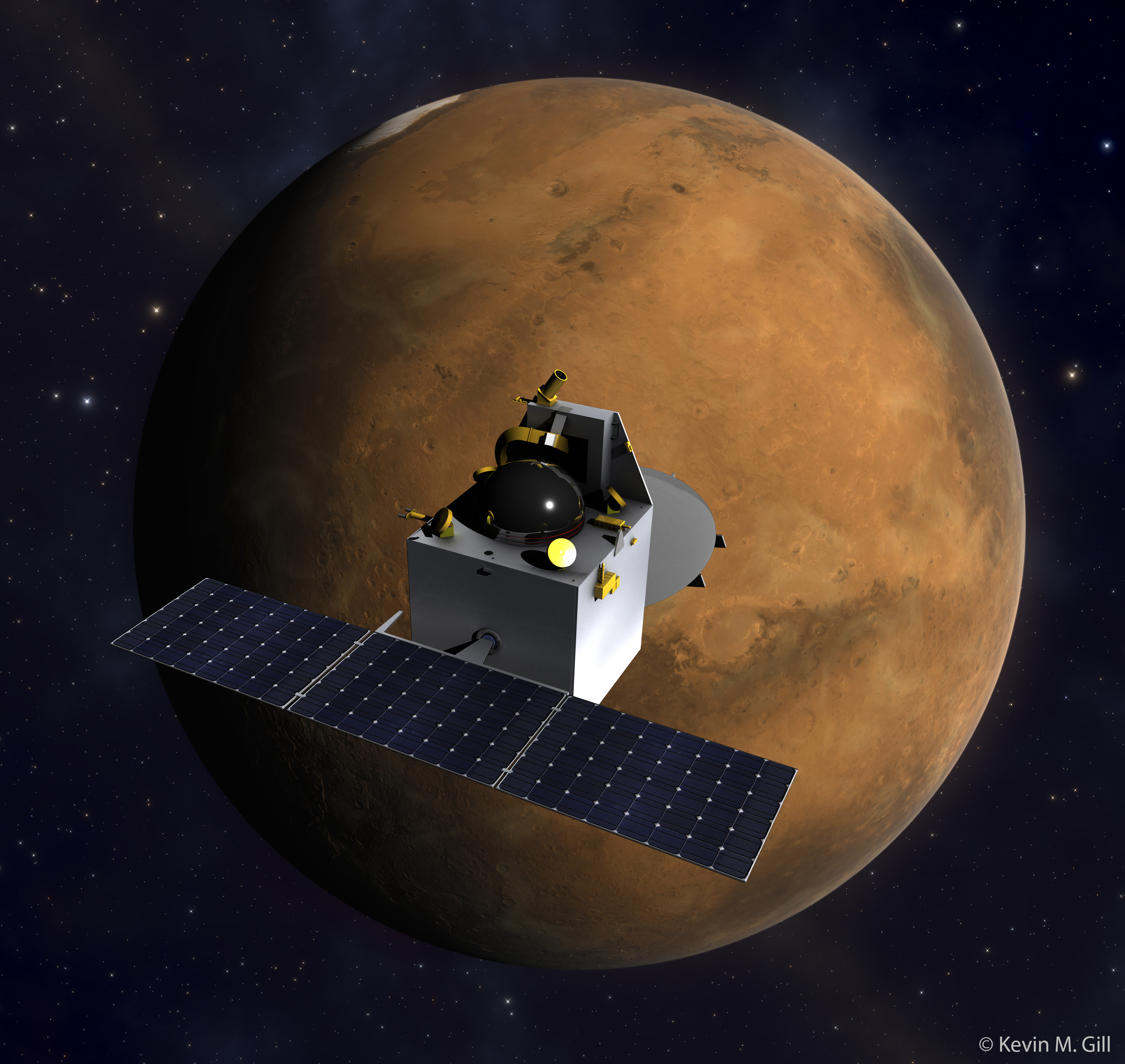
La sonde indienne Mars Orbiter Mission survole Mars.

Mangalyaan 2 est la deuxième mission interplanétaire en direction de Mars de l'Inde dont le lancement est prévu par l'Organisation indienne pour la recherche spatiale (ISRO) d'abord en 2020, puis en 2024. Elle serait composée d'un orbiteur, et pourrait inclure un atterrisseur et un rover.